# Nelson Ferreira
Pour les articles homonymes, voir Nélson Carlos Ferreira.
Nelson Ferreira Coelho, né le 26 mai 1982 au Portugal, est un footballeur portugais. Il occupe le poste de milieu de terrain.

## Biographie
Né le 26 mai 1982 au Portugal, Nelson Ferrera grandit avec son frère aîné chez ses grands-parents à Ruivães, village entre Braga et Guimarães, alors que ses parents vivent en Suisse. En 1990, la famille se regroupe à Interlaken-Unterseen et Nelson Ferreira, qui ne parle alors pas un mot de dialecte bernois, s’intègre en jouant au football au FC Interlaken, le club local. Après sa scolarité obligatoire, il entame un apprentissage de poseur de sol, tout en rejoignant le mouvement junior du FC Thoune, mais le rythme effréné que lui impose sa double vie le contraint à retourner dans son club d’origine, avec l’équipe fanion qui évolue en troisième ligue (cinquième division helvétique). En 2001, ses performances attirent l’œil de l’entraîneur du FC Thoune Hanspeter Latour qui lui propose de venir en test au printemps 2001, avant de lui offrir un contrat de semi-professionnel en début d’année 2002.
Peu à peu, il se fait une place de titulaire et devient l’un des acteurs de l’aventure du club oberlandais en Ligue des champions durant la saison 2005-2006. Refusant des offres en provenance de l’Académica de Coimbra ou de deuxième Bundesliga, Ferreira rejoint en 2008 le FC Lucerne, avant de revenir quatre ans plus tard au FC Thoune. Il met un terme à sa carrière de joueur au terme de la saison 2018-2019, après plus de 400 parties jouées en Super League, ce qui constitue le record depuis la réduction de la ligue à 10 équipes en 2003. Il intègre alors l’encadrement du club thounois, s’occupant également en parallèle d’un projet communautaire du club auprès des enfants de la région.

## Statistiques
| Saison                | Club                  | Championnat           | Championnat | Championnat | Coupe(s) nationale(s) | Coupe(s) nationale(s) | Compétition(s) continentale(s) | Compétition(s) continentale(s) | Compétition(s) continentale(s) | Total | Total |
| Saison                | Club                  | Division              | M.          | B.          | M.                    | B.                    | Comp.                          | M.                             | B.                             | M.    | B.    |
| 2001-2002             | FC Thoune             | LNA/LNB               | 3           | 0           | -                     | -                     | -                              | -                              | -                              | 3     | 0     |
| 2002-2003             | FC Thoune             | LNA                   | 16          | 0           | -                     | -                     | -                              | -                              | -                              | 16    | 0     |
| 2003-2004             | FC Thoune             | Super League          | 15          | 0           | -                     | -                     | CI                             | 2                              | 0                              | 17    | 0     |
| 2004-2005             | FC Thoune             | Super League          | 26          | 1           | 4                     | 0                     | CI                             | 4                              | 0                              | 34    | 1     |
| 2005-2006             | FC Thoune             | Super League          | 36          | 6           | 3                     | 2                     | C1 C3                          | 9 2                            | 1 0                            | 50    | 9     |
| 2006-2007             | FC Thoune             | Super League          | 32          | 4           | 3                     | 1                     | -                              | -                              | -                              | 35    | 5     |
| 2007-2008             | FC Thoune             | Super League          | 34          | 3           | 5                     | 1                     | -                              | -                              | -                              | 39    | 4     |
| Sous-total            | Sous-total            | Sous-total            | 162         | 14          | 15                    | 4                     | -                              | 17                             | 1                              | 194   | 19    |
| 2008-2009             | FC Lucerne            | Super League          | 35          | 3           | 5                     | 1                     | -                              | -                              | -                              | 40    | 4     |
| 2009-2010             | FC Lucerne            | Super League          | 29          | 5           | 2                     | 0                     | -                              | -                              | -                              | 31    | 5     |
| 2010-2011             | FC Lucerne            | Super League          | 35          | 9           | 2                     | 1                     | C3                             | 2                              | 0                              | 39    | 10    |
| 2011-2012             | FC Lucerne            | Super League          | 31          | 7           | 4                     | 2                     | -                              | -                              | -                              | 35    | 9     |
| Sous-total            | Sous-total            | Sous-total            | 130         | 24          | 13                    | 4                     | -                              | 2                              | 0                              | 145   | 28    |
| 2012-2013             | FC Thoune             | Super League          | 26          | 2           | 4                     | 1                     | -                              | -                              | -                              | 30    | 3     |
| 2013-2014             | FC Thoune             | Super League          | 27          | 1           | 2                     | 0                     | C3                             | 8                              | 0                              | 37    | 1     |
| 2014-2015             | FC Thoune             | Super League          | 34          | 3           | 2                     | 1                     | -                              | -                              | -                              | 36    | 4     |
| 2015-2016             | FC Thoune             | Super League          | 17          | 1           | 1                     | 0                     | C3                             | 5                              | 4                              | 23    | 5     |
| 2016-2017             | FC Thoune             | Super League          | 14          | 1           | -                     | -                     | -                              | -                              | -                              | 14    | 1     |
| 2017-2018             | FC Thoune             | Super League          | 18          | 0           | 1                     | 1                     | -                              | -                              | -                              | 19    | 1     |
| 2018-2019             | FC Thoune             | Super League          | 14          | 0           | 3                     | 2                     | -                              | -                              | -                              | 17    | 2     |
| Sous-total            | Sous-total            | Sous-total            | 150         | 8           | 13                    | 5                     | -                              | 13                             | 4                              | 176   | 17    |
| Total sur la carrière | Total sur la carrière | Total sur la carrière | 442         | 46          | 41                    | 13                    | -                              | 32                             | 5                              | 515   | 64    |